# Rezé
 Rezé es una comuna y población de Francia, en la región de País del Loira, departamento de Loira Atlántico, en el distrito de Nantes. La comuna se extiende por los cantones de Bouaye y el de Rezé.
La posición de esta población, en la confluencia entre el Loira y el Sèvre, la convirtió desde la Antigüedad en un lugar militar y económico privilegiado. Su situación estratégica entre Nantes y las marcas meridionales de Bretaña, no lejos de la frontera con Anjou y Poitou, y su proximidad con Vendée le han valido un pasado tumultuoso, especialmente en la época de las guerras de sucesión de Bretaña y durante la Revolución francesa (Guerra de la Vendée). Rezé fue destruida varias veces.
Antigua localidad semirrural, muy dependiente de la evolución de Nantes, Rezé se ha urbanizado en menos de un siglo bajo su influencia, para formar hoy en día parte de la aglomeración urbana de Nantes. Está integrada en la Communauté urbaine Nantes Métropole. En 2013 contaba con 39.568 personas.

## Lugares y monumentos
Rezé afirma su identidad en el seno de la aglomeración de Nantes a través de dos símbolos: el antiguo pueblo de pescadores de Trentemoult y la Ciudad Radiante de Le Corbusier.

También es destacable la capilla de Saint-Lupien, en cuyos alrededores se ubicaron unas instalaciones portuarias en época romana, de las que se han conservado parte de un muelle.

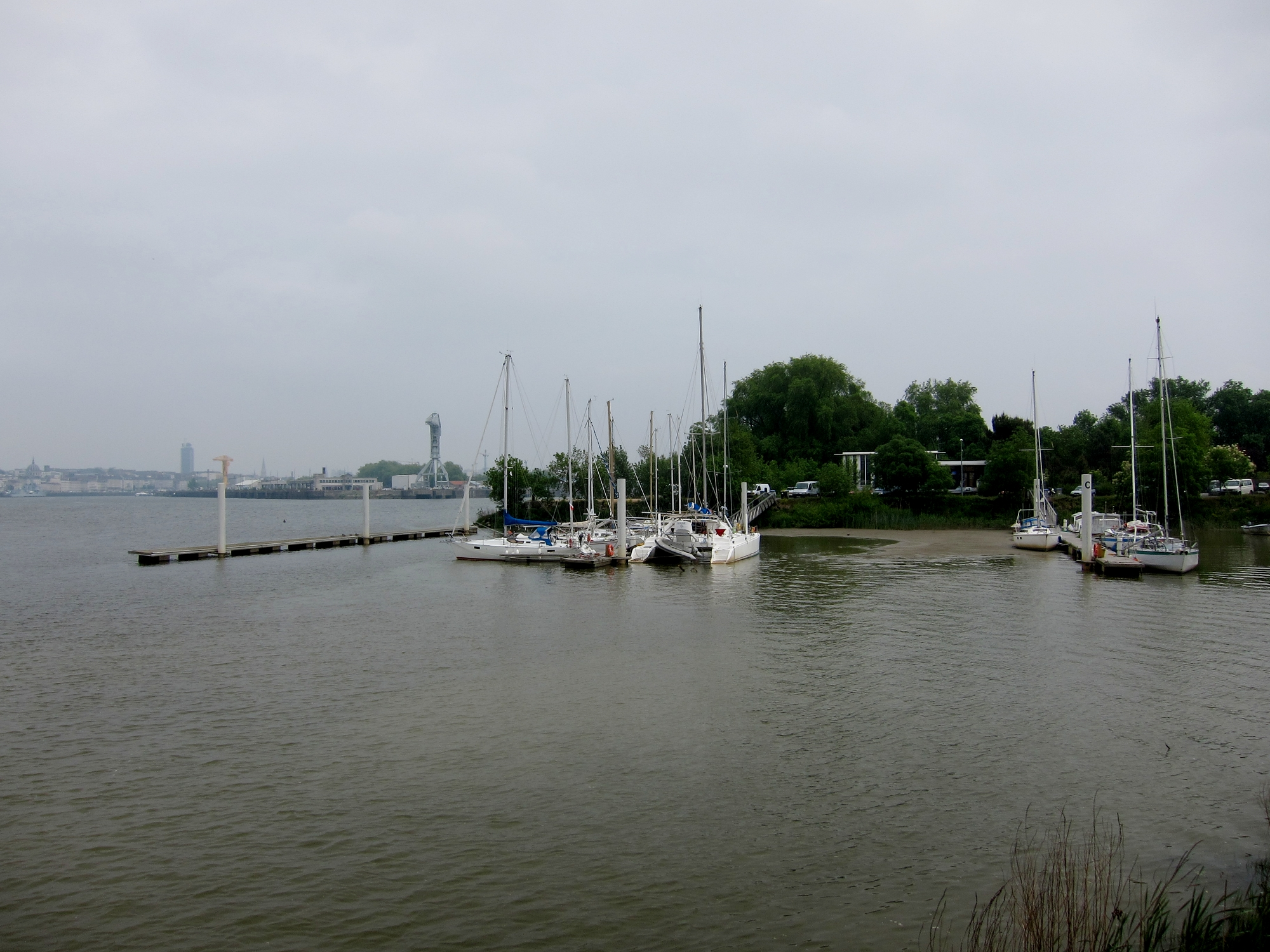
Trentemoult.

## Demografía
| 4 466 | 3 519 | 4 989 | 4 756 | 5 277 | abs. | 6 203 | 6 644 | 7 054 | 7 209 | 7 423 | 6 946 | 6 849 | 7 377 | 7 418 | 7 431 | 7 803 | 8 751 | 8 919 | 9 424 | 10 368 | 11 050 | 12 325 | 13 499 | 16 395 | 19 000 | 28 276 | 33 509 | 35 730 | 33 562 | 33 262 | 35 478 | 37 846 |
| Para los censos de 1962 a 1999 la población legal corresponde a la población sin duplicidades (Fuente: INSEE [Consultar]) |       |       |       |       |      |       |       |       |       |       |       |       |       |       |       |       |       |       |       |        |        |        |        |        |        |        |        |        |        |        |        |        |